# Fuller House (Fernsehserie)
Fuller House ist eine US-amerikanische Sitcom von Jeff Franklin, die von 2016 bis 2020 erstausgestrahlt wurde. Sie ist eine Fortsetzung bzw. eine Nachfolgeserie der erfolgreichen Sitcom Full House, die von 1987 bis 1995 bei ABC ausgestrahlt wurde. Die erste Staffel wurde weltweit am 26. Februar 2016 auf Netflix veröffentlicht.
Im Januar 2019 wurde bekannt, dass die Serie mit der fünften Staffel beendet wird.
In den Hauptrollen sind die zwei Tanner-Schwestern D.J. (Candace Cameron Bure) und Stephanie (Jodie Sweetin) sowie D.J.s Freundin Kimmy Gibbler (Andrea Barber) zu sehen, die alle zusammen mit ihren Kindern in einem Haus wohnen.

## Handlung
Wie schon die Originalserie spielt auch Fuller House im kalifornischen San Francisco. Zu Beginn der Serie zieht D.J. Fuller, deren Ehemann Tommy verstorben ist, mit ihren drei Söhnen Jackson, Max und Tommy, Jr. in ihr einstiges Familienhaus. Um der Witwe zu helfen, ziehen auch ihre Schwester Stephanie, eine aufstrebende DJ, und Kimmy mit ihrer Tochter Ramona in das Haus ein. In der zweiten Staffel zieht Ramonas Vater Fernando ebenfalls in das Haus mit ein.
Gelegentlich kommen auch Vater Danny Tanner, Onkel Jesse Katsopolis, Joey Gladstone, Tante Becky Donaldson-Katsopolis und D.J.s Ex-Freund Steve Hale zu Besuch.

## Produktion
Im August 2014 gingen Gerüchte um, die besagten, dass es Warner Bros. Television in Betracht zieht, eine Fortsetzung der Serie Full House zu produzieren. John Stamos, dem das Unternehmen zum Teil gehört, versuchte zusammen mit Robert L. Boyett und Jeff Franklin, den ehemaligen Produzenten der Show, eine neue Show zu produzieren.
Im April 2015 wurde berichtet, dass der Video-on-Demand-Anbieter Netflix kurz davor stünde, einen Vertrag zu unterzeichnen und 13 Episoden einer Fortsetzung von Full House namens „Fuller House“ zu produzieren. Zudem wurde berichtet, dass Candace Cameron Bure, Andrea Barber und Jodie Sweetin als D.J. Tanner, Kimmy Gibbler und Stephanie Tanner zurückkehren würden. Dies wurde von einem Vertreter von Netflix jedoch dementiert. Am 20. April 2015 verriet Stamos in einem Interview mit Jimmy Kimmel, dass die Serie nun doch produziert werde. Er sagte zudem, dass die erste Staffel aus 13 Folgen bestehen wird, für 2016 geplant ist, und die Serie hauptsächlich von D.J. Tanner-Fuller und ihrer Familie handeln wird. Am 21. April wurde dies von Netflix offiziell bestätigt.
Die Dreharbeiten für die ersten 13 Episoden fanden von Juli bis November 2015 statt.
Im Dezember 2015 wurde das Erscheinungsdatum der ersten Staffel, der 26. Februar 2016, bekanntgegeben. Später verkündete Carly Rae Jepsen, dass sie Everywhere You Look, das Titellied für die Serie singen werde.
Produziert wird die Serie von Jeff Franklin Productions und Miller-Boyett Productions in Zusammenarbeit mit Warner Horizon Television. Ausführende Produzenten sind Jeff Franklin, Thomas L. Miller, Robert L. Boyett und John Stamos.
Am 10. Dezember 2015 wurde bekanntgegeben, dass die Olsen-Zwillinge nicht zurückkehren werden. Die Produzenten sagten, dass in der Serie erwähnt werden wird, dass Michelle Tanner aktuell in New York lebe und an einer Karriere in der Modeindustrie arbeite, weshalb sie nicht mehr bei ihrer Familie wohne. Eine Person aus Produktionskreisen hat jedoch erzählt, dass „es noch immer eine Chance gebe, dass wir die Olsen Twins in einer zukünftigen Staffel in der Show sehen werden“.
Am 2. März 2016 verlängerte Netflix die Serie um eine zweite Staffel.
Am 31. Dezember 2016 gab Serienschöpfer Jeff Franklin bekannt, dass die Serie um eine dritte Staffel verlängert wurde, welche anstatt der bisher 13 Episoden nun 18 Episoden umfasst.
Am 22. September 2017 veröffentlichte Netflix die ersten neun Folgen der dritten Staffel. Die zweite Hälfte der dritten Staffel wurde am 22. Dezember 2017 veröffentlicht.
Am 29. Januar 2018 wurde die Serie um eine vierte Staffel verlängert.
Im Januar 2019 wurde die Serie für eine 18-teilige fünfte und letzte Staffel verlängert.

## Besetzung
| Rolle                                          | Schauspieler             | Hauptrolle | Nebenrolle                 | Synchronsprecher                                                                        |
| ---------------------------------------------- | ------------------------ | ---------- | -------------------------- | --------------------------------------------------------------------------------------- |
| Dr. Donna Jo „D.J.“ Margaret Tanner-Fuller     | Candace Cameron Bure     | 1.01–5.18  |                            | Diana Borgwardt                                                                         |
| Stephanie „Steph“ Judith Tanner                | Jodie Sweetin            | 1.01–5.18  |                            | Sonja Spuhl                                                                             |
| Kimberly „Kimmy“ Louise Gibbler                | Andrea Barber            | 1.01–5.18  |                            | Manja Doering                                                                           |
| Jackson Michael Fuller                         | Michael Campion          | 1.01–5.18  |                            | Noah Wiechers                                                                           |
| Maxwell „Max“ Fuller                           | Elias Harger             | 1.01–5.18  |                            | Carlos Fanselow (Staffel 1) Benjamin Niklaß (Staffel 2–3) Derya Flechtner (Staffel 4–5) |
| Ramona Beatrice Gibbler                        | Soni Nicole Bringas      | 1.01–5.18  |                            | Jodie Blank                                                                             |
| Thomas „Tommy“ Daniel Fuller, Jr.              | Dashiell und Fox Messitt | 1.01–5.18  |                            | Elise Schubert (Staffel 3–5)                                                            |
| Fernando Hernandez-Guerrero-Fernandez-Guerrero | Juan Pablo Di Pace       | 2.01–5.18  | 1.01–1.13                  | Christian Gaul                                                                          |
| Dr. Steve Edwin Hale                           | Scott Weinger            | 2.01–5.18  | 1.01–1.13                  | Fabian Oscar Wien                                                                       |
| Dr. Matthew „Matt“ Harmon                      | John Brotherton          | 2.01–5.18  | 1.04–1.13                  | Tim Knauer                                                                              |
| Lola Ester Wong                                | Ashley Liao              | 2.01–2.13  | 1.04–1.13 3.03, 3.12, 5.18 | Lina Rabea Mohr                                                                         |
| James „Jimmy“ Gibbler                          | Adam Hagenbuch           | 3.01–5.18  | 2.01–2.13                  | Konrad Bösherz                                                                          |
| Jesse Katsopolis                               | John Stamos              |            | 1.01–5.18                  | Andreas Fröhlich                                                                        |
| Joseph „Joey“ Alvin Gladstone                  | Dave Coulier             |            | 1.01–5.18                  | Till Hagen                                                                              |
| Daniel „Danny“ Ernest Tanner                   | Bob Saget                |            | 1.01–5.18                  | Uwe Büschken                                                                            |
| Rebecca „Becky“ Donaldson-Katsopolis           | Lori Loughlin            |            | 1.01–4.09                  | Katrin Zimmermann                                                                       |
| Bobby Popko                                    | Isaak Presley            |            | 1.06–3.09, 4.12, 5.18      | Till Flechtner (Staffel 1) Jonas Frenz (Staffel 2–5)                                    |
| Taylor                                         | Lucas Jaye               |            | 1.08–3.02                  | Joel Schäfer                                                                            |
| C.J. Harbenberger                              | Virginia Williams        |            | 2.01–3.10, 4.07, 5.18      | Nadine Heidenreich                                                                      |
| Crystal                                        | Gianna DiDonato          |            | 2.01–2.05                  | Lisa May-Mitsching                                                                      |
| Gianna „Gia“ Mahan                             | Marla Sokoloff           |            | 2.07–5.18                  | Uschi Hugo                                                                              |
| Rose Harbenberger                              | Mckenna Grace            |            | 2.12–3.18, 4.07, 5.18      | Kaya Kruczek                                                                            |
| Roxanne „Rocki“ Mahan                          | Landry Bender            |            | 3.01–5.18                  | Melinda Rachfahl                                                                        |

### Gastauftritte
Bereits in der ersten Staffel hatten zahlreiche bekannte Darsteller Gastauftritte in der Serie absolviert. Hierzu zählen auch bereits bekannte Figuren aus der Vorgängerserie. Blake und Dylan Tuomy-Wilhoit waren in der ersten Folge sowie in Folge 6 der zweiten Staffel als Nicky und Alex Katsopolis zu sehen. Die Rolle verkörperten die Zwillinge bereits ab der sechsten Staffel von Full House. Ebenfalls in der ersten Folge war Eva LaRue als Dannys zweite Ehefrau Teri Tanner zu sehen. Weitere Gastauftritte absolvierten Robin Thomas als Dr. Fred Harmon (Episode 1.04 und 1.11), Steve Talley als Darren (Episode 1.04), Ryan McPartlin als Tyler (Episode 1.05) und Michael Sun Lee als Harry Takayama (Episode 1.09), der in Full House von Nathan Nishiguchi verkörpert wurde.
In Folge 6 der zweiten Staffel war Laura Bell Bundy als Joeys Ehefrau Ginger Gladstone zu sehen. Außerdem kehrte David Lipper in seiner Rolle als Viper (Episode 2.11) zurück. Des Weiteren traten Alan Thicke als Mike (Episode 2.02), Bruno Tonioli als Giuseppe Pignoli (Episode 2.05) und Hal Sparks als Nelson (Episode 2.11), der in Full House von Jason Marsden dargestellt wurde, auf.
In der neunten Folge der dritten Staffel kehrte John Aprea in seine Rolle als Nick Katsopolis zurück. Des Weiteren war Tanner Buchanan als Chad Brad Bradley (Episode 3.12 und 3.16) zu sehen und Gail Edwards kehrte in ihre Rolle als Vicky Larson (Episode 3.18) zurück.
In der dritten Folge der ersten Staffel waren die Brüder Maksim und Valentin Chmerkovskiy sowie Macy Gray als sie selbst zu sehen. In der zehnten Folge verkörperte Hunter Pence ebenfalls sich selbst. In der zehnten Folge der zweiten Staffel traten New Kids on the Block als sie selbst auf. In der zehnten Folge der dritten Staffel waren Sexy Zone und in Folge 18 Lonzo Ball als sie selbst zu sehen.

## Figuren

### Hauptfiguren

#### D.J. Fuller
Dr. Donna Jo „D.J.“ Margaret Fuller, geb. Tanner, ist Witwe von Tommy und Mutter von Jackson, Max und Tommy junior. Ihr Ehemann starb vor Eintreten der Handlung der Serie. Sie ist zu Anfang in der Harmon Tierklinik (später Harmon Fuller Tierklinik) als Tierärztin angestellt und steigt am Ende der Staffel als Partnerin in die Praxis ein. D.J. ist Dannys und Pams älteste Tochter und Teris Stieftochter. Ihre Schwestern sind Stephanie und Michelle. Ihre beste Freundin, mit der sie auch zusammenlebt, ist Kimmy. Sie ist die Patentante von Ramona, Kimmys Tochter. Anfang der Staffel wollen Matt und Steve mit ihr zusammen sein. Nachdem Steve mit C.J zusammenkommt, ist sie mit Matt zusammen, von dem sie sich nach Steve’s geplatzten Hochzeit trennt. Ende der Staffel heiratet sie Steve.

#### Stephanie Tanner
Stephanie „Steph“ Judith Tanner ist von Beruf DJ, versucht sich allerdings auch als Sängerin. Sie lebt zusammen mit ihrer Schwester D.J., deren Söhnen, Kimmy und deren Tochter in einem Haus. Am Anfang der Staffel steigt sie in Kimmys Partyplanungs-Firma mit ein, wo sie mehrmals gefeuert und wieder eingestellt wird. Sie ist die Tochter von Danny und Pam und Stieftochter von Teri. Ihre Schwestern sind D.J. und Michelle. Mitte der ersten Staffel erfährt man, dass sie keine Kinder bekommen kann. Kimmy wird in der 3 Staffel ihre Leihmutter und ist in der 4 Staffel schwanger. In der letzten Folge der 4 Staffel kommt ein Mädchen auf die Welt. Sie nennt ihre Tochter Danielle Jo (Dani). Am Ende der 5. Staffel erfährt man, dass sie schwanger ist. Ende der Staffel heiratet sie Jimmy Gibbler, Kimmys Bruder, bei einer Dreifachhochzeit zusammen mit Kimmy und Fernando und D.J. und Steve.

#### Kimmy Gibbler
Kimberly „Kimmy“ Louise Gibbler ist D.J.s beste Freundin und Mitbewohnerin. Sie besitzt eine eigene Partyplanungs-Firma namens Gibbler Style, in der am Ende der 1. Staffel Stephanie als Partnerin einsteigt. Sie hat eine Tochter namens Ramona und einen Ex-Ehemann namens Fernando, von dem sie sich erst scheiden lässt und kurz darauf wieder verlobt. Ende der Staffel heiratet sie ihn bei einer Dreifachhochzeit zusammen mit ihrem Bruder Jimmy und Stephanie und D.J. und Steve. Am Ende der 3. Staffel erfährt man, dass sie Stephanies Leihmutter wird. Am Ende der 4. Staffel kriegt sie Stephanies Kind.

#### Jackson Fuller
Jackson Fuller ist zu Beginn der Serie 13 Jahre alt und der älteste Sohn von D.J. und Tommy sr. Er interessiert sich besonders für Sport und Mädchen. Er hatte eine enge Beziehung zu seinem Vater, seine Brüder sind Max und Tommy junior. Im Verlauf der Serie hat er eine kurzlebige Beziehungen zu Lola und eine etwas längere und tiefere zu Rocky. Im Rahmen seines Selbstwertgefühles bezeichnet er sich (vor allem in frühen Staffeln) gern als „Action Jackson“.

#### Max Fuller
Maxwell „Max“ Fuller ist zu Beginn der Serie sieben Jahre alt und der zweitälteste Sohn von D.J. und Tommy sr. Er teilt sich ein Zimmer mit seinem großen Bruder Jackson, zu welchem er einen Kontrast bildet: er vertritt konservative Ansicht, geht gern zur Schule und ist sehr ordentlich.

#### Ramona Gibbler
Ramona Gibbler ist ein 13-jähriger Teenager und Tochter von Kimmy Gibbler und Fernando. Sie geht wie Jackson und ihre Mutter früher auf die Van Atta Junior High. Sie führt kurzlebige Beziehungen zu Bobby Popko und Ethan.

#### Tommy Fuller, Jr.
Tommy Fuller junior ist der jüngste Sohn von D.J. und Tommy Senior. Er wurde nach seinem ums Leben gekommenen Vater benannt. Er ist der kleine Bruder von Jackson und Max.

#### Fernando
Fernando Hernandez-Guerrero-Fernandez-Guerrero ist Kimmys Ex-Ehemann und Ramonas Vater. Am Anfang der Staffel trennt er sich von Kimmy und verlobt sich kurz darauf wieder mit ihr und heiratet sie Ende der Staffel. Er ist Rennfahrer und hat früher als Friseur gearbeitet.

#### Steve Hale
Dr. Steven „Steve“ Hale war seit der sechsten Staffel von Full House der erste Freund von D.J. Die beiden trennten sich in der siebten Staffel von Full House. In Fuller House heiratet er Ende der Staffel D.J, nach seiner geplatzten Hochzeit mit C.J. Er ist bereits einmal geschieden und mittlerweile ein erfolgreicher Podologe.

#### Matt Harmon
Dr. Matt Harmon arbeitet mit D.J. in der Harmon Tierklinik und übernimmt diese später gemeinsam mit ihr. In der ersten Staffel werden sie ein Paar bis D.J.s Jugendfreund Steve wieder auftaucht und die beiden sie vor die Wahl stellen. Auch wenn sie sich erst für Steve entschied, kommt sie in Staffel zwei wieder mit Matt zusammen. In Japan macht er ihr schließlich einen Heiratsantrag. Nach Steves geplatzten Hochzeit trennen sie sich wieder. Später heiratet er Gia, eine frühere Freundin von Stephanie, und versucht ein Vater für deren Tochter Rocki zu sein.

### Nebenfiguren

#### Tommy Fuller
Tommy Fuller war D.J.s Ehemann und Vater von Jackson, Max und Tommy junior. Er arbeitete als Feuerwehrmann und kam bei einem Einsatz ums Leben, als er ein Mädchen aus einem brennenden Gebäude gerettet hat. Er wird in der ersten Episode erwähnt, als sich D.J. und Stephanie in ihrem ehemaligen Kinderzimmer unterhalten.

#### Jesse Katsopolis
Jesse Katsopolis ist der Ehemann von Becky, Onkel von D.J., Stephanie und Michelle und Schwager von Danny. Er zieht zu Beginn der ersten Staffel mit seiner Ehefrau Becky nach Los Angeles, um Musik für die Seifenoper General Hospital zu komponieren.

#### Becky Donaldson-Katsopolis
Rebecca „Becky“ Donaldson-Katsopolis ist die Ehefrau von Jesse und Mutter von Nicky und Alex. Zu Beginn der ersten Staffel zieht sie nach Los Angeles, um mit Danny Wach auf, USA!, ihre eigene landesweite Morgenshow, zu moderieren.

#### Nicky und Alex Katsopolis
Nicholas „Nicky“ und Alexander „Alex“ Katsopolis sind Zwillinge und die Söhne von Becky und Jesse. Sie gehen Anfang der Staffel noch aufs College, das sie jedoch abbrechen und einen Taco-Laden eröffnen.

#### Danny Tanner
Daniel „Danny“ Ernest Tanner ist der Vater von D.J., Stephanie und Michelle, Schwager von Jesse und Becky und Ehemann von Teri. Zu Beginn der ersten Staffel zieht er nach Los Angeles, um mit Becky Wach auf, USA!, seine eigene landesweite Morgenshow, zu moderieren.

#### Joey Gladstone
Joseph „Joey“ Alvin Gladstone lebt mit seiner Ehefrau Ginger und seinen 4 Kindern in Las Vegas und arbeitet dort als Stand-up-Comedian. Er tritt öfters als Babysitter für die Kinder von D.J. und Kimmy und später Stephanie auf.

## Auszeichnungen
Teen Choice Award
- 2016: Auszeichnung in der Kategorie Choice TV Show: Comedy für Fuller House
- 2016: Auszeichnung in der Kategorie Choice TV Actress: Comedy für Candace Cameron Bure
- 2017: Auszeichnung in der Kategorie Choice TV Show: Comedy für Fuller House
- 2017: Auszeichnung in der Kategorie Choice TV Actress: Comedy für Candace Cameron Bure

Nickelodeon Kids’ Choice Awards
- 2017: Auszeichnung in der Kategorie Favorite Family TV Show
- 2019: Auszeichnung in der Kategorie Favorite Funny TV Show

People’s Choice Award
- 2017: Auszeichnung in der Kategorie Favorite Premium Comedy Series